# لوئی دوم، پادشاه ایتالیا
لوئی دوم (به ایتالیایی: Ludovico II il Giovane) (۸۲۵ – ۱۲ اوت ۸۷۵) گاهی با نام جوان، پادشاه ایتالیا و امپراتور مقدس روم از ۸۴۴ در حکمرانی مشترک با پدرش لوتار یکم تا سال ۸۵۵ بود و سپس به تنهایی حکمرانی کرد. عنوان معمولِ وی امپراتور آگوستوس (Imperator augustus) بود اما پس از فتح باری ایتالیا (که منجر به ضعیف شدن رابطه با بیزانس شد) خود را امپراتور رومنروم (imperator Romanorum) نامید.

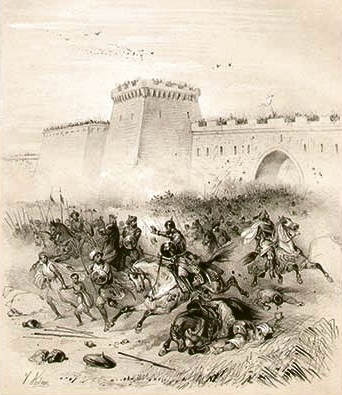
لوئی در حال فتح باری در سال ۸۷۱